# ГЕС Zhàokǒu
ГЕС Zhàokǒu (照口水电站) — гідроелектростанція на сході Китаю у провінції Фуцзянь. Знаходячись після ГЕС Xiáyáng (44 МВт), становить нижній ступінь каскаду на річці Футунь, лівій твірній Xixi, котра в свою чергу є правою твірною Міньцзян (впадає до Тайванської протоки у місті Фучжоу). При цьому нижче по сточищу на Xixi працює ГЕС Shāxīkǒu.
В межах проекту річку перекрили бетонною гравітаційною греблею висотою 35 метрів, яка утримує водосховище з об'ємом 56 млн м3 (корисний об'єм 2,3 млн м3) та нормальним рівнем поверхні на позначці 97,6 метра НРМ (під час повені рівень може зростати до 100,3 метра НРМ).
Інтегрований у греблю машинний зал станції обладнали трьома бульбовими турбінами потужністю по 20 МВт, які забезпечують виробництво 254 млн кВт-год електроенергії на рік.
Видача продукції відбувається по ЛЕП, розрахованій на роботу під напругою 110 кВ.